# Otto Mueller
Pour les articles homonymes, voir Müller et Otto Müller.

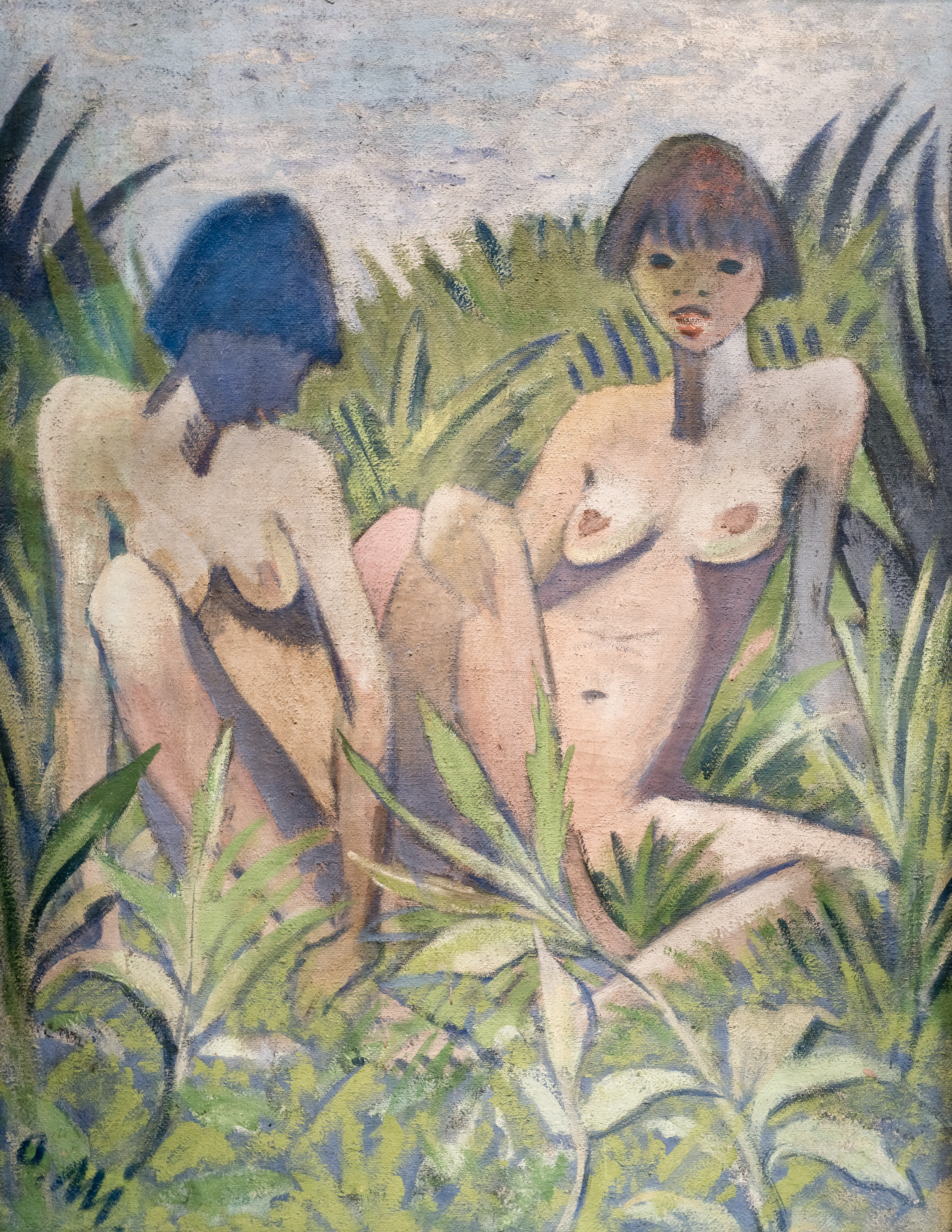
Deux filles dans les roseaux, environ 1920

Otto Mueller (16 octobre 1874 – 24 septembre 1930) est un peintre et imprimeur allemand, membre du mouvement expressionniste.

## Biographie

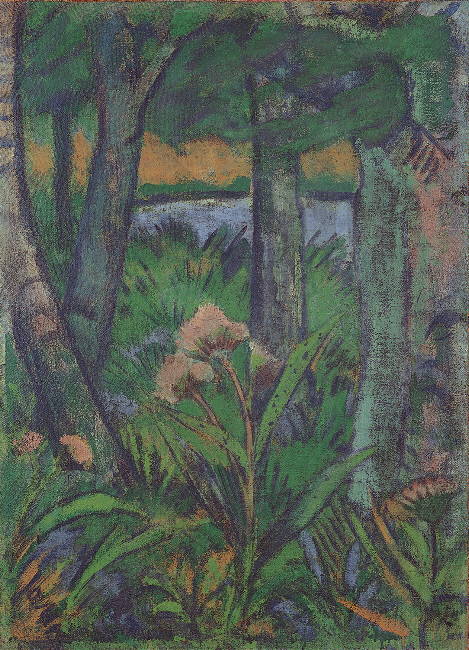
Parcelle de forêt avec fleurs et étang

Otto Mueller, fils d'une mère tsigane et d'un père lieutenant qui deviendra conseiller aux impôts, est né en 1874 à Liebau, province de Silésie. Il passe sa jeunesse à Görlitz et doit quitter le lycée avant d'avoir pu passer son baccalauréat.
Suivant le vœu de son père, il apprend la lithographie de 1890 à 1894. À partir de 1896, il étudie à l'académie des Beaux-Arts de Dresde, études auxquelles il prend particulièrement plaisir malgré ses différends avec son professeur Hermann Freye (de), dont il ne supporte pas les corrections.
Il poursuit ses études à l'académie des Beaux Arts de Munich à partir de 1898, mais est contraint de les abandonner en 1899, après que le recteur de l'académie, Franz von Stuck, l'a qualifié d'artiste "sans talent".
Il se marie avec Maschka Meyerhofer en 1905. Cette dernière lui servira souvent de modèle et restera sa confidente après leur divorce et les deux remariages d'Otto Müller.
Ses premières œuvres sont influencées par l'Impressionnisme, le Jugendstil et le Symbolisme. Il va se tourner de plus en plus vers l'expressionnisme après s'être installé à Berlin en 1908. C'est à cette époque qu'il fréquente Wilhelm Lehmbruck, Rainer Maria Rilke et Erich Heckel et qu'il commence à peindre les corps de jeunes filles nubiles qui caractérisent son art, tout comme les détrempes qu'il aime à utiliser dans ses œuvres.
En 1910, il rejoint le groupe d'artistes expressionnistes dresdois « Die Brücke », auquel il appartient jusqu'à leur séparation en 1913 en raison de dissensions artistiques. Dans le même temps, Mueller entretient également des contacts avec les artistes du « Blaue Reiter ». Il développe son goût pour les couleurs tamisées à l'effet lyrico-décoratif.
Il s'engage volontairement dans l'armée allemande lors de la Première Guerre mondiale et participe aux combats en France et en Russie. Il contracte une pneumonie en 1917, qui manque de lui coûter la vie.
En 1919, Otto Mueller devient professeur à l'académie nationale des Beaux-Arts de Breslau. Parmi ses élèves, on peut noter Johnny Friedlaender. C'est à cette période qu'il rejette tout confort bourgeois et rejoint le cercle des artistes bohèmes de Breslau. Sa femme Maschka demande le divorce en 1921 et déménage à Berlin.
Lors d'une visite à Spalato et à Sarajevo, il est accueilli par des Tsiganes et vit parmi eux comme un des leurs. Les lithographies de portraits de gitanes qu'il réalise en 1927 constituent le paroxysme artistique de son œuvre.
Otto Mueller meurt en 1930 à Breslau.
En 1937, les nazis saisissent 357 de ses œuvres dans les musées allemands, qu'ils considèrent comme de l'Art dégénéré. Certaines seront exposées lors de l'exposition "Art Dégénéré".
En 1985, il est exposé à la Première Mondiale d'Art Tzigane.

## Œuvre
Parmi les Expressionnistes, Otto Mueller se distingue par le lyrisme qui se dégage de son œuvre, dont le sujet principal est l'harmonie entre les humains et la nature, et qui se caractérise par une élégante simplification des formes, des couleurs et des contours. Il est particulièrement connu pour ses nus et ses portraits de gitanes.
Dans ses peintures de paysages, Otto Mueller donne à voir des images simplifiées : tronc d'arbre se reflétant sur une flaque d'eau, dune, sentier bordé d'arbres, etc. Il ne peint pas les paysages comme des mises en scène héroïques ou dramatisées, et surtout pas pittoresques. La sobriété de ses œuvres ne fait que ressortir la force des émotions qui s'en dégagent. Ses paysages sont une promesse du calme absolu de la nature. On n'y entend aucun bruissement à la cime des arbres, aucun grondement de tonnerre, aucun frémissement des vagues. Rien ne bouge - la nature est dominée par un calme profond.

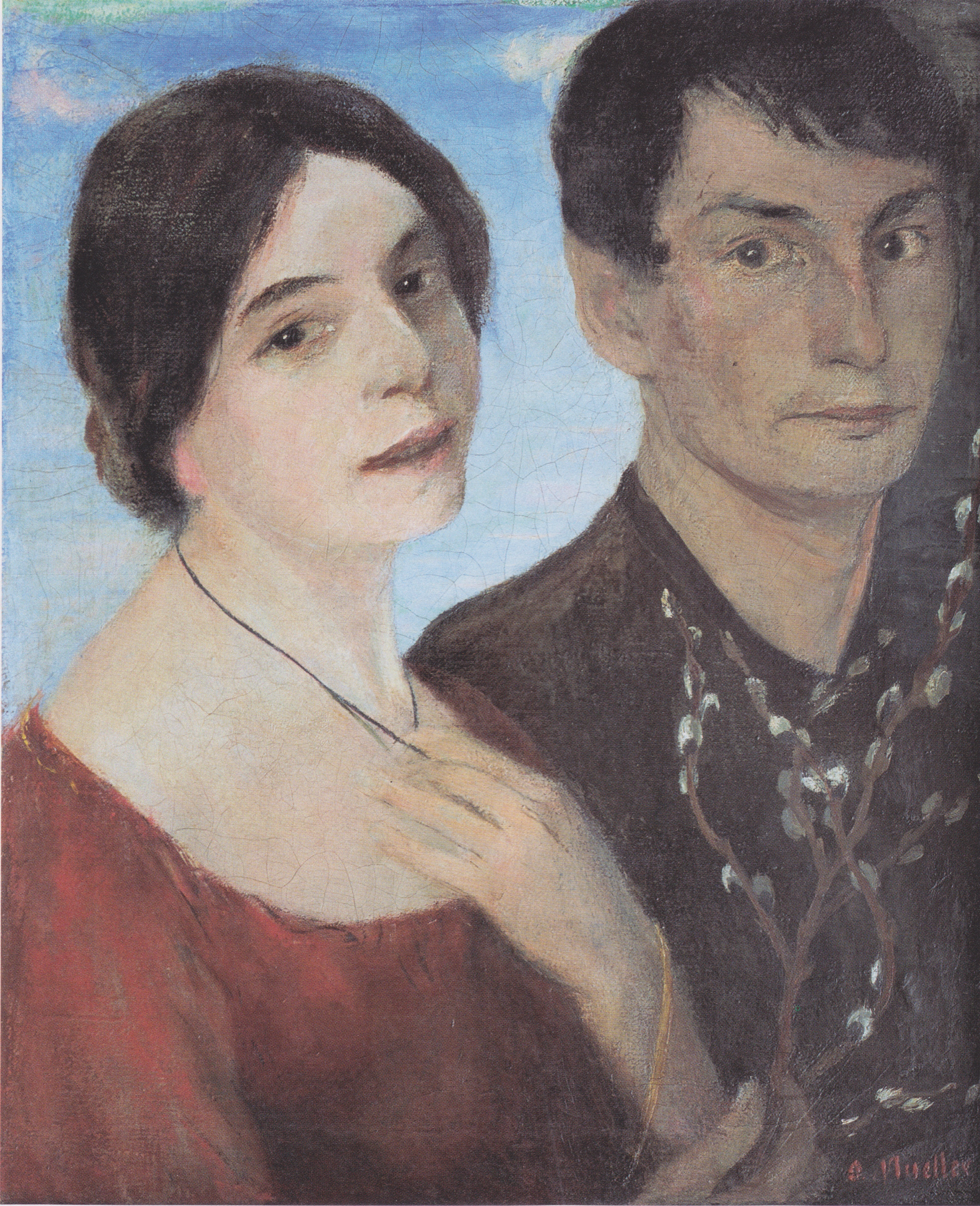
Printemps d'amour II, 1903
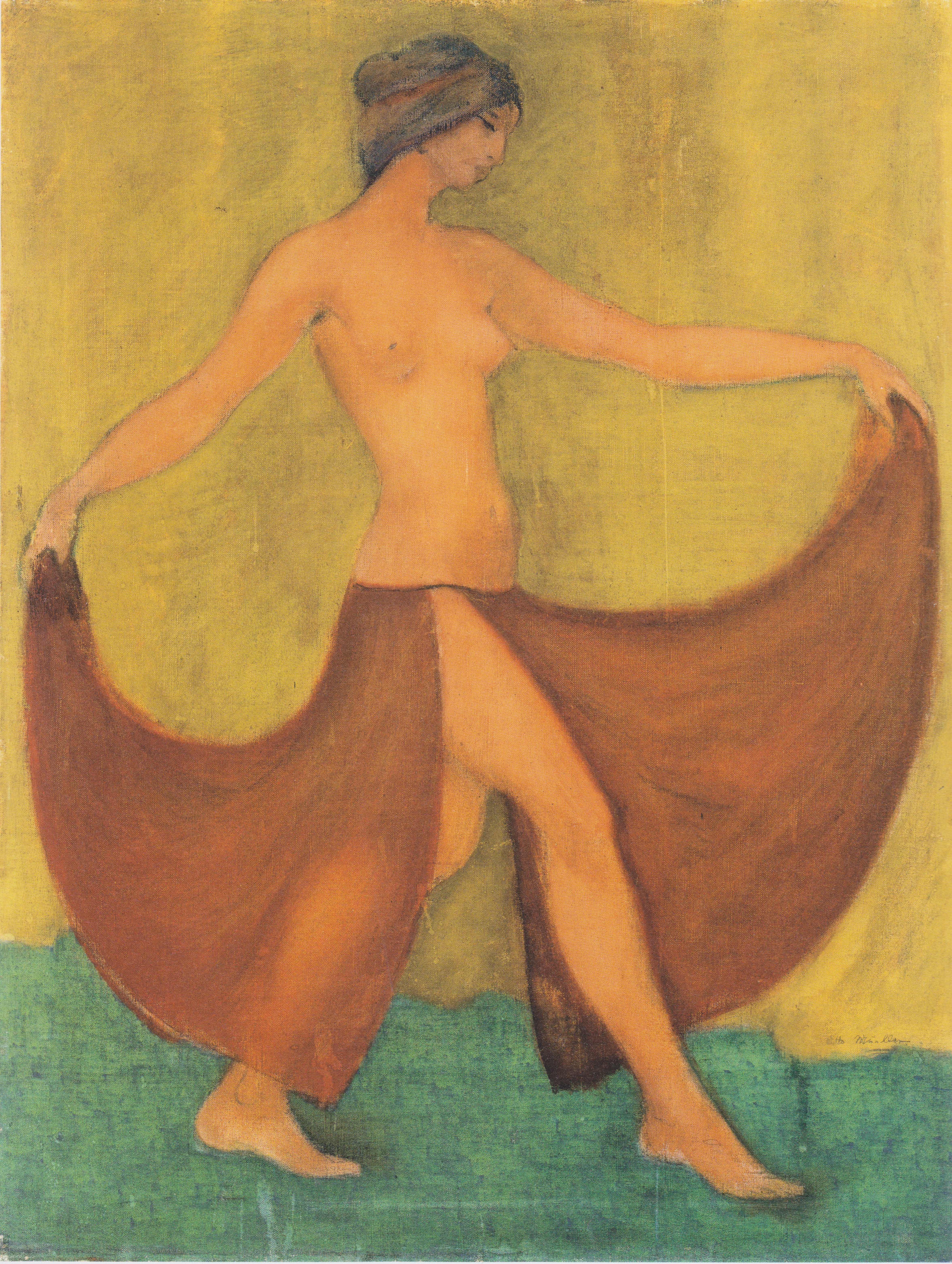
Danseuse (Maschka), vers 1903.
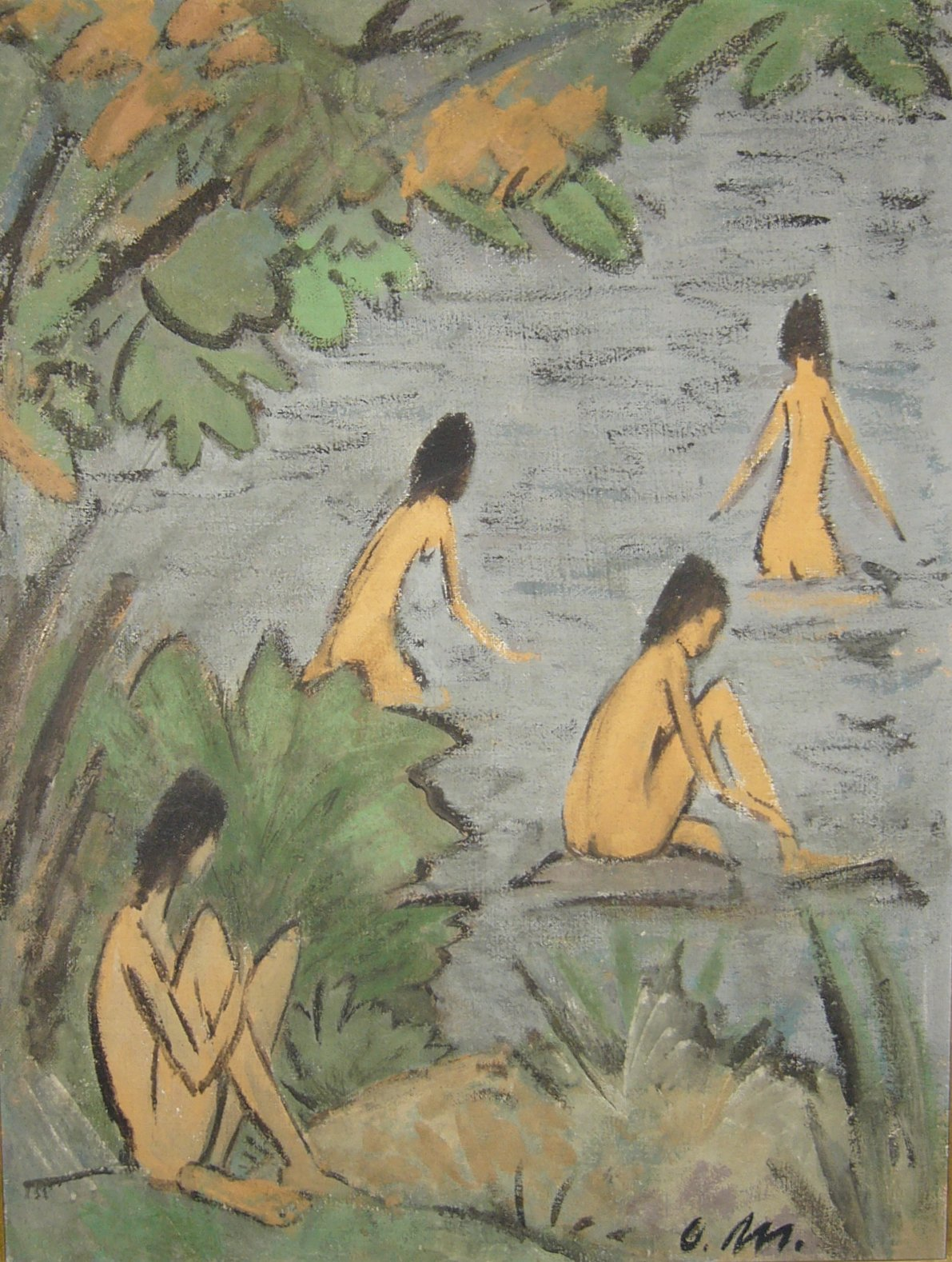
Paysage avec baigneuses, 1915
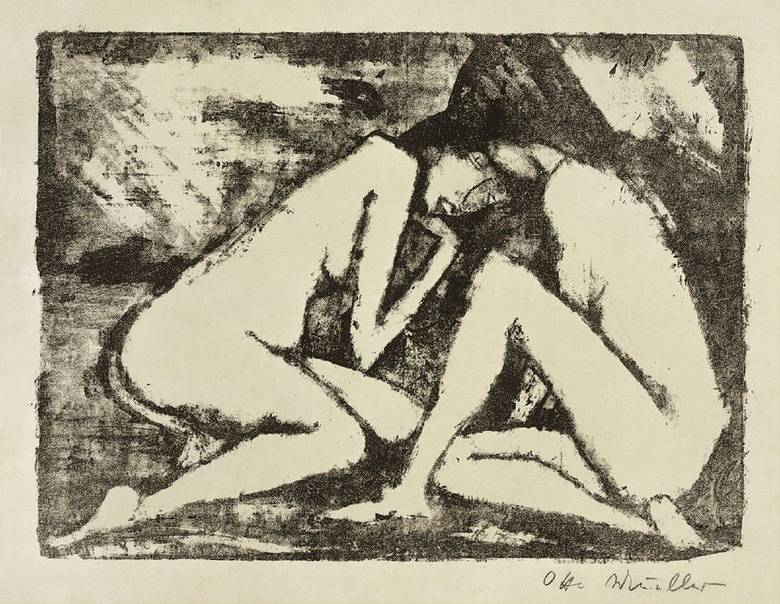
Deux filles assises, 1921-1922
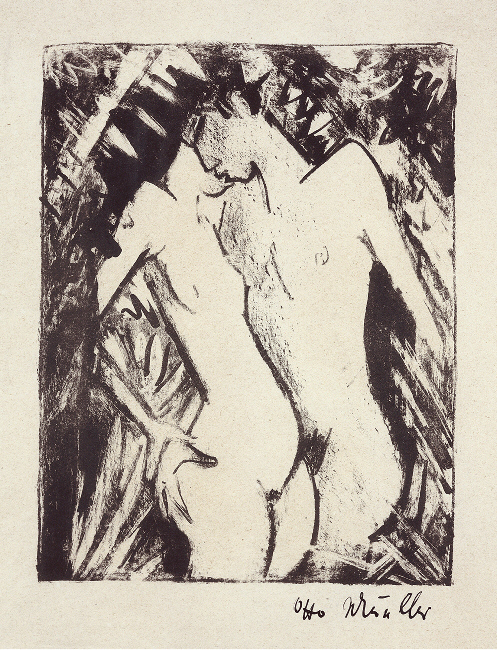
Couple d'amoureux debout
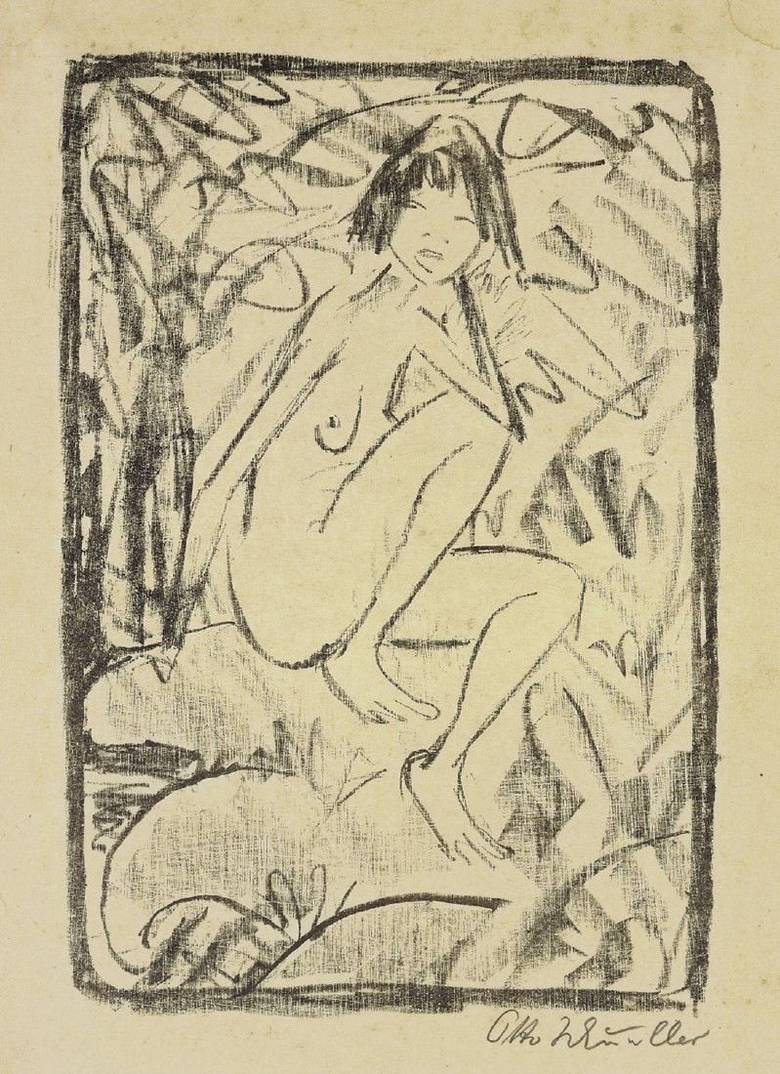
Jeune fille assise entourée de feuillages
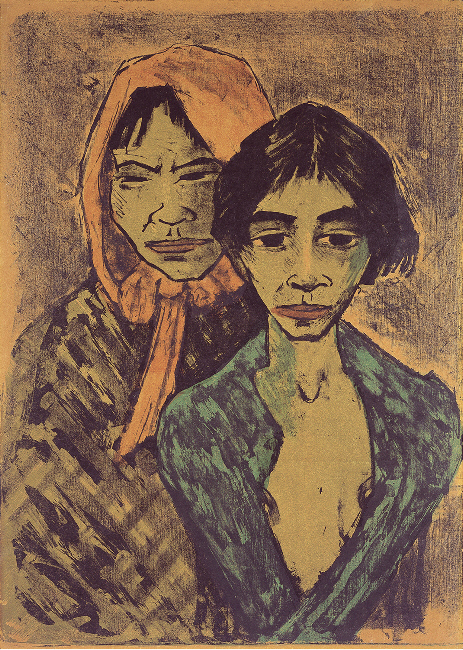
Deux Tsiganes, 1926/1927

## Musées exposant ses œuvres
- Brücke Museum, Berlin, Allemagne
- Buchheim Museum, Bernried, Allemagne
- Fine Arts Museums de San Francisco
- Museum of Modern Art, New York City
- National Gallery of Art, Washington D.C.
- Musée Ludwig, Cologne, Allemagne.